# Кислота Мельдрума
Кислота́ Ме́льдрума — органическое соединение, получаемое конденсацией малоновой кислоты с ацетоном в уксусном ангидриде, содержащем небольшое количество серной кислоты. Это соединение впервые было синтезировано в 1908 году шотландским химиком Эндрю Мельдрумом (англ. Andrew Norman Meldrum) в виде белого кристаллического соединения. Данное вещество проявляет свойства одноосновной карбоновой кислоты и отщепляет CO2 при нагревании, из чего Мельдрум заключил, что структура соответствует β-лактону β-гидроксиизопропилмалоновой кислоты. Только в 1948 году была установлена корректная структура данного соединения — 2,2-диметил-1,3-диоксан-4,6-дион.